# Marisa Tomei
Marisa Tomei (ur. 4 grudnia 1964 w Nowym Jorku) – amerykańska aktorka filmowa i teatralna, także producentka filmowa. Zdobywczyni Oscara za rolę drugoplanową w komedii Mój kuzyn Vinny, była także nominowana do nagrody BAFTA, Złotego Globu, Nagrody Gildii Aktorów Ekranowych.
Kojarzona głównie z filmami komediowymi (Tylko ty, Slumsy Beverly Hills, Czego pragną kobiety) oraz melodramatami (Skryta namiętność), ma w swym dorobku także cenione role dramatyczne (Chaplin, Zapaśnik). Za kreację w Za drzwiami sypialni została w 2002 po raz drugi nominowana do Oscara. Ponownie nominację do tej nagrody otrzymała w roku 2009 za rolę w filmie Zapaśnik.

## Życiorys

### Wczesne lata
Urodziła się w nowojorskim Brooklynie w rodzinie o włoskich korzeniach jako córka Patricii Adelaide „Addie” (z domu Bianchi), nauczycielki języka angielskiego, i Gary’ego A. Tomei, prawnika sądowego. Jej młodszy brat, aktor Adam Tomei (ur. 24 października 1967), częściowo został wychowany przez swoich dziadków ze strony ojca. W 1982 ukończyła Edward R. Murrow High School w Brooklynie. Uczęszczała na Uniwersytet Bostoński, a następnie studiowała na Uniwersytecie Nowojorskim.

### Kariera

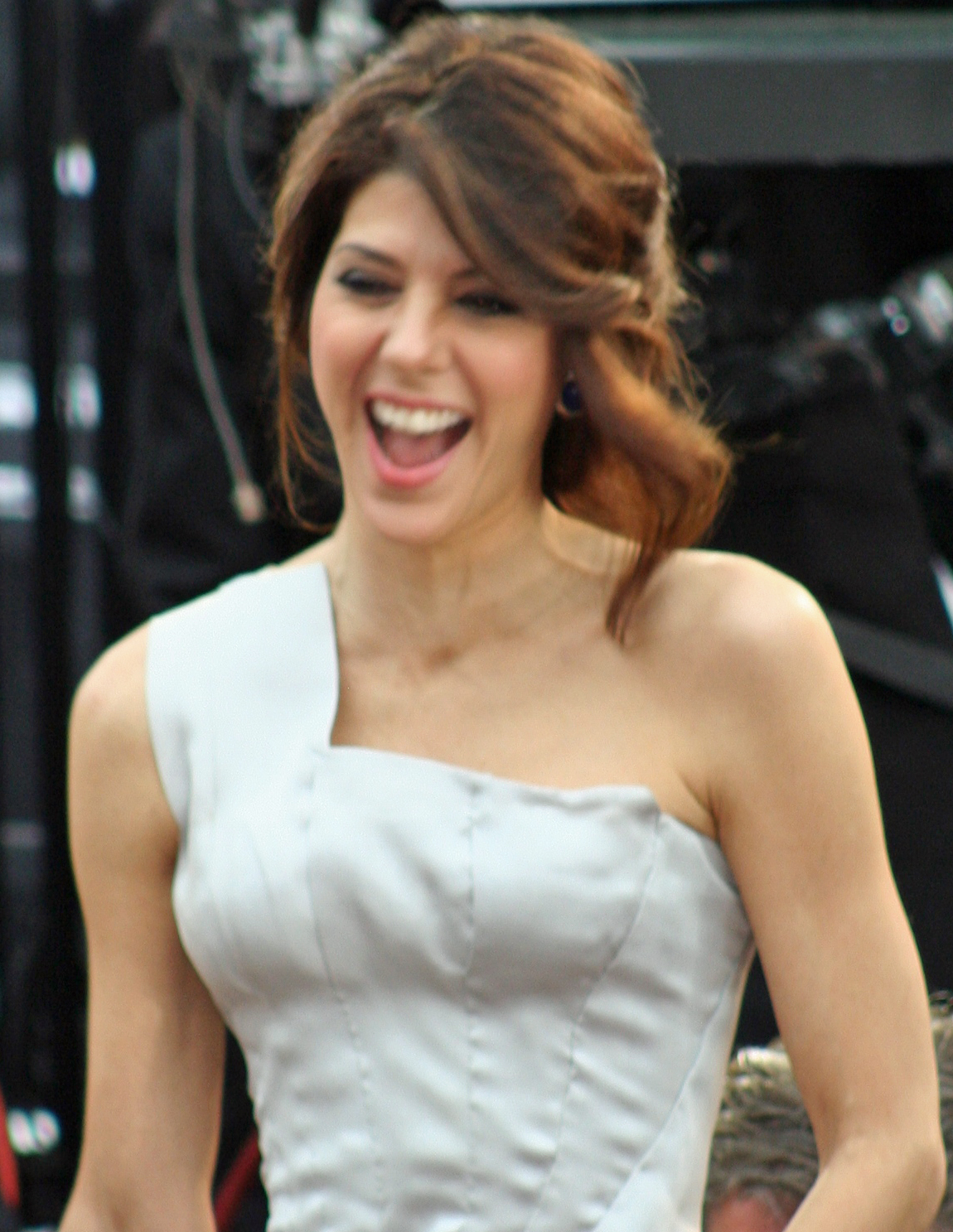
Marisa Tomei podczas 81. ceremonii wręczenia Oscarów (2009)

Była członkiem Naked Angels, nowojorskiej trupy teatralnej, gdzie także byli: Matthew Broderick, Sarah Jessica Parker, Rob Morrow, Mary Stuart Masterson, Nancy Travis i Gina Gershon. W latach 1983–1985 występowała jako Marcy Thompson w operze mydlanej CBS As the World Turns. Debiutowała na kinowym ekranie rolą Mandy w komedii Garry’ego Marshalla Chłopak z klubu Flamingo (The Flamingo Kid, 1984) z udziałem Matta Dillona, Richarda Crenny i Hectora Elizondo. Pojawiła się jako dziewczyna w klubie zdrowia w komedii sensacyjnej Toksyczny mściciel (The Toxic Avenger, 1984). Grała potem postać Maggie Lauten w sitcomie NBC Inny świat (A Different World, 1987), spin-off Bill Cosby Show.
W 1987 otrzymała Theatre World Award za rolę Cetty w sztuce off-broadwayowskiej Córki (Daughters). Brawurowa kreacja Mony Lisy Vito, dziewczyny początkującego adwokata (Joe Pesci) komedii Jonathana Lynna Mój kuzyn Vinny (My Cousin Vinny, 1992) została uhonorowana Oscarem dla najlepszej aktorki drugoplanowej i MTV Movie Award. Została wtedy poddana plotkom, że Jack Palance odczytał złe imię (albo przez pomyłkę, albo jako żart). Firma PricewaterhouseCoopers, która zajmuje się głosowaniem w ramach nagrody Akademii, twierdzi jednak, że jej nazwisko zostało poprawnie przeczytane.
Zagrała postać Mabel Normand w komediodramacie biograficznym Richarda Attenborough Chaplin (1992). Za postać Caroline w melodramacie Tony’ego Billa Skryta namiętność (Untamed Heart, 1993) zdobyła MTV Movie Award w kategorii „Najlepszy pocałunek” Christianem Slaterem. Zebrała znakomite recenzje za postać Faith Corvatch w komedii romantycznej Normana Jewisona Tylko ty (Only You, 1994) z Robertem Downeyem Jr. i Bonnie Hunt. Jako Monica Warren w dramacie Nicka Cassavetesa Odmienić los (Unhook the Stars, 1996) była nominowana do Nagrody Gildii Aktorów Ekranowych w kategorii „Wybitny występ aktorki w roli drugoplanowej”.
8 lutego 1996 pojawiła się w jednym z odcinków sitcomu NBC Kroniki Seinfelda (Seinfeld) – pt.: „The Cadillac”.
Rola Natalie Strout w dramacie Todda Fielda Za drzwiami sypialni (In The Bedroom, 2001) przyniosła jej nominację do Złotego Globu w kategorii „Najlepsza aktorka drugoplanowa”. Z kolei za kreację striptizerki Cassidy / Pam w dramacie sportowym Darrena Aronofsky Zapaśnik (The Wrestler, 2008) u boku Mickeya Rourke była nominowana do Złotego Globu dla Najlepszej aktorki drugoplanowej i nagrody BAFTA w kategorii „Najlepsza aktorka drugoplanowa”.
W 2003 na scenie Broadwayu zagrała tytułową postać Salome III w dramacie autorstwa Oscara Wilde’a Salome u boku Ala Pacino (jako Herod Antypas), Davida Strathairna (Jokanaan, prorok) i Dianne Wiest (Herodiada). W 2008 zdobyła Drama Desk Award za trzy role Isabella Bird/Joyce/Pani Kidd w spektaklu Top Girls z Mary Beth Hurt. W 2014 odebrała Drama Desk Award jako Pony Jones w przedstawieniu The Realistic Joneses.

## Życie prywatne
Romansowała z Robertem Downeyem Jr. (1994), Daną Ashbrookiem (1999–2001), scenarzystą telewizyjnym Frankiem Pugliese (2001–2004), reżyserem filmowym Nickiem Carpenterem (2006–2008), synem astronauty Scotta Carpentera i Loganem Marshallem-Greenem (2008).

## Filmografia

### Filmy fabularne
- 1984: Chłopak z klubu Flamingo (The Flamingo Kid) jako Mandy
- 1984: Toksyczny mściciel (The Toxic Avenger) jako dziewczyna z klubu (niewymieniona w czołówce)
- 1986: Hotel nastolatków (Playing for Keeps) jako Tracy
- 1990: Parker Kane jako April Haynes
- 1991: Oskar (Oscar) jako Lisa Provolone
- 1991: Zandalee jako Remy
- 1992: Mój kuzyn Vinny (My Cousin Vinny) jako Mona Lisa Vito
- 1992: Chaplin jako Mabel Normand
- 1992: Equinox jako Rosie Rivers
- 1993: Skryta namiętność (Untamed Heart) jako Caroline
- 1994: Tylko ty (Only You) jako Faith Corvatch
- 1994: Zawód: dziennikarz (The Paper) jako Martha Hackett
- 1995: Rodzina Perezów (The Perez Family) jako Dottie Perez
- 1995: Cztery pokoje (Four Rooms) jako Margaret
- 1996: Odmienić los (Unhook the Stars) jako Monica Warren
- 1997: Braterski pocałunek (A Brother's Kiss) jako Missy
- 1997: Aleja snajperów (Welcome to Sarajevo) jako Nina
- 1998: Slumsy Beverly Hills (Slums of Beverly Hills) jako Rita Abramowitz
- 1998: Moja własna ojczyzna (My Own Country) jako Mattie Vines
- 1998: Odkąd cię nie ma; alternatywny tytuł: Absolwenci (Since You've Been Gone) jako Tori
- 1998: Tylko miłość (Only Love) jako Evie
- 2000: Dirk and Betty jako Paris
- 2000: Szczęśliwy traf (Happy Accidents) jako Ruby Weaver
- 2000: King of the Jungle jako detektyw Costello
- 2000: Obserwator (The Watcher) jako Polly
- 2000: Czego pragną kobiety (What Women Want) jako Lola
- 2001: Za drzwiami sypialni (In the Bedroom) jako Natalie Strout
- 2001: Serce nie sługa (Someone Like You...) jako Liz
- 2001: Jenifer jako Nina Capelli
- 2002: Zaczyna się od pocałunku (Just a Kiss) jako Paula
- 2002: Dzika rodzinka (The Wild Thornberrys Movie) jako Bree Blackburn (głos)
- 2002: Guru (The Guru) jako Lexi
- 2003: Dwóch gniewnych ludzi (Anger Management) jako Linda
- 2004: Alfie jako Julie
- 2005: Szkoła wdzięku Marilyn Hotchkiss (Marilyn Hotchkiss’ Ballroom Dancing and Charm School) jako Meredith Morrison
- 2005: Factotum jako Laura
- 2005: Loverboy jako Sybil
- 2006: Danika jako Danika
- 2007: Gang dzikich wieprzy (Wild Hogs) jako Maggie
- 2007: Nim diabeł dowie się, że nie żyjesz (Before the Devil Knows You're Dead) jako Gina Hanson
- 2007: Grace odeszła (Grace is Gone) jako kobieta na basenie
- 2007: The Rich Inner Life of Penelope Cloud jako Penelope Cloud
- 2008: Wojenny biznes (War, Inc.) jako Natalie Hegalhuzen
- 2008: Zapaśnik (The Wrestler) jako Cassidy
- 2009: Amsterdam jako Donna
- 2010: Cyrus jako Molly
- 2011: Idy marcowe (The Ides of March) jako Ida Horowicz
- 2011: Kocha, lubi, szanuje (Crazy, Stupid, Love) jako Kate
- 2011: Prawnik z Lincolna (The Lincoln Lawyer) jako Maggie McPherson
- 2011: Bulwar odkupienia (Salvation Boulevard) jako Honey Foster
- 2012: Nieuchronne (Inescapable) jako Fatima
- 2012: Wspólna chata (Parental Guidance) jako Alice Simmons
- 2012: Jason Alexander Joins the 99%
- 2013: She Said, She Said jako Marishka
- 2014: Miłość jest zagadką (Love Is Strange) jako Kate
- 2014: Loitering with Intent jako Gigi
- 2014: Scenariusz na miłość (The Rewrite) jako Holly Carpenter
- 2015: Spare Parts jako Gwen
- 2015: Wykolejona (Trainwreck) jako właścicielka psa
- 2015: Kochajmy się od święta (Love the Coopers) jako Emma
- 2015: Big Short jako Cynthia Baum
- 2016: Kapitan Ameryka: Wojna bohaterów (Captain America: Civil War) jako May Parker
- 2017: Spider-Man: Homecoming jako May Parker
- 2018: After Everything jako Lisa Harden
- 2018: Pierwsza noc oczyszczenia (The First Purge) jako May Updale
- 2018: Serce moje (Dark Was the Night) jako Margaret Lang
- 2019: Avengers: Koniec gry (Avengers: Endgame) jako May Parker
- 2019: Spider-Man: Daleko od domu (Spider-Man: Far From Home) jako May Parker
- 2019: Frankie jako Irene
- 2021: Spider-Man: Bez drogi do domu jako May Parker
- 2022: Delia's Gone jako Fran
- 2023: Miłość bez ostrzeżenia (She Came to Me) jako Katrina Trento
- 2024: Pierwsza klasa (Upgraded) jako Claire DuPont
- 2024: High Tide jako Miriam

### Seriale telewizyjne
- 1984: As the World Turns jako Marcy Thompson
- 1987: Leg Work jako Donna Ricci
- 1987: The ABC Afterschool Specials jako Noelle Crandall
- 1987–1988: Inny świat (A Different World) jako Maggie Lauten
- 1996: Kroniki Seinfelda (Seinfeld) jako ona sama
- 2003: Simpsonowie (The Simpsons) jako Sara Sloane (głos)
- 2004: Game Over jako Raquel Smashenburn (głos)
- 2006: Wołanie o pomoc (Rescue Me) jako Angie
- 2015: Imperium jako Mimi Whiteman
- 2018: Opowieść podręcznej (The Handmaid’s Tale) jako O’Conner

## Nagrody
- Nagroda Akademii Filmowej Najlepsza aktorka drugoplanowa: 1993 Mój kuzyn Vinny